# Diocesi di Kabwe
La diocesi di Kabwe (in latino Dioecesis Kabvensis) è una sede della Chiesa cattolica in Zambia suffraganea dell'arcidiocesi di Ndola. Nel 2024 contava 191.060 battezzati su 1.203.610 abitanti. È retta dal vescovo Clement Mulenga, S.D.B.

## Territorio

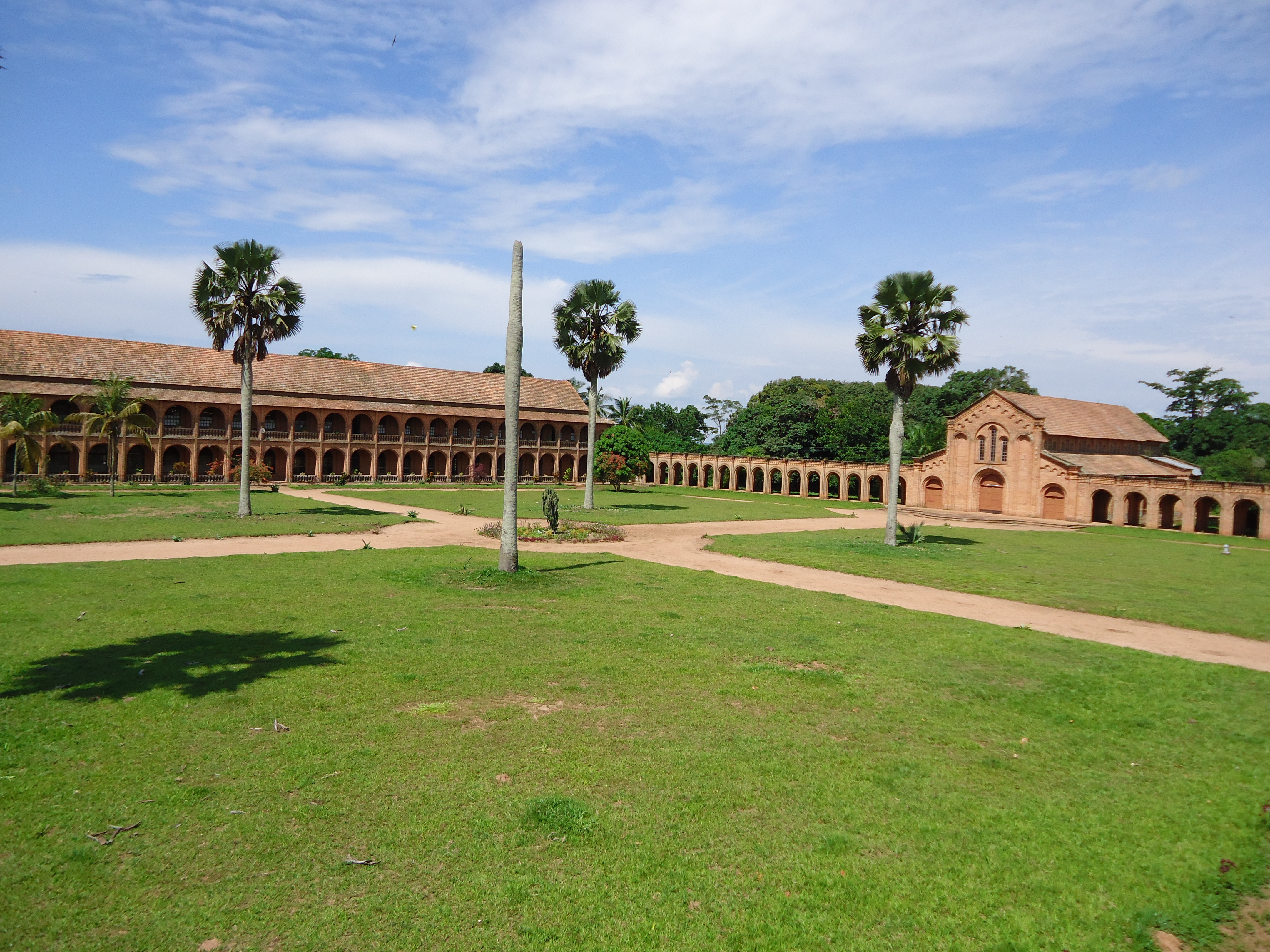
Il seminario diocesano di Kabwe

La diocesi comprende i seguenti distretti della Provincia Centrale nello Zambia: Kabwe, Kapiri Mposhi, Mkushi, Chibombo e Serenje.
Sede vescovile è la città di Kabwe, dove si trova la cattedrale del Sacro Cuore di Gesù.
Il territorio è suddiviso in 32 parrocchie.

## Storia
La diocesi è stata eretta il 29 ottobre 2011 con la bolla Cum nuper di papa Benedetto XVI, ricavandone il territorio dalla diocesi di Mpika e dall'arcidiocesi di Lusaka.
Inizialmente suffraganea di Lusaka, il 18 giugno 2024 in seguito all'elevazione della diocesi di Ndola ad arcidiocesi metropolitana è entrata a far parte della nuova provincia ecclesiastica.

## Cronotassi dei vescovi
Si omettono i periodi di sede vacante non superiori ai 2 anni o non storicamente accertati.
- Clement Mulenga, S.D.B., dal 29 ottobre 2011

## Statistiche
La diocesi nel 2024 su una popolazione di 1.203.610 persone contava 191.060 battezzati, corrispondenti al 15,9% del totale.
| anno | popolazione | popolazione | popolazione | presbiteri | presbiteri | presbiteri | presbiteri                | diaconi | religiosi | religiosi | parrocchie |
| anno | battezzati  | totale      | %           | numero     | secolari   | regolari   | battezzati per presbitero | diaconi | uomini    | donne     | parrocchie |
| ---- | ----------- | ----------- | ----------- | ---------- | ---------- | ---------- | ------------------------- | ------- | --------- | --------- | ---------- |
| 2011 | 138.810     | 1.078.334   | 12,9        | 37         | 12         | 25         | 3.752                     |         | 25        | 70        | 17         |
| 2013 | 138.810     | 1.080.940   | 12,8        | 41         | 12         | 29         | 3.385                     |         | 54        | 72        | 22         |
| 2016 | 174.537     | 1.083.995   | 16,1        | 51         | 18         | 33         | 3.422                     |         | 55        | 82        | 25         |
| 2019 | 186.264     | 1.088.368   | 17,1        | 76         | 20         | 56         | 2.450                     |         | 89        | 98        | 28         |
| 2021 | 187.833     | 1.138.000   | 16,5        | 80         | 25         | 80         | 1.788                     |         | 113       | 105       | 32         |
| 2024 | 191.060     | 1.203.610   | 15,9        | 112        | 32         | 80         | 1.705                     |         | 112       | 96        | 32         |